# Anja Linder
Pour les articles homonymes, voir Linder.
Anja Linder, née en 1975, est une harpiste française.

## Biographie
Anja Linder est une victime de l'accident survenu au parc de Pourtalès à Strasbourg en 2001 qui la laisse paraplégique.

## Distinctions
- Chevalière de l'ordre des Arts et des Lettres (2025)